# Manaquí cuixagroc
El manaquí cuixagroc (Ceratopipra mentalis) és un ocell de la família dels píprids (Pipridae).

## Hàbitat i distribució
Habita el sotabosc de la selva pluvial, clars i vegetació secundària de les terres baixes, des de Mèxic al sud de Veracruz, nord d'Oaxaca, Tabasco, Chiapas i la Península de Yucatán, cap al sud, al vessant del Carib fins l'est de Nicaragua, ambdues vessants de Costa Rica i Panamà i a l'oest de Colòmbia i nord-oest de l'Equador.